# こどものおもちゃ サウンドトラック
『こどものおもちゃ サウンドトラック』は、テレビアニメ『こどものおもちゃ』のサウンドトラック。1996年から1998年までSony Recordsから発売された。劇中音楽の作曲は一部挿入歌を除き、現在冨田ラボ名義でも知られる冨田恵一が担当している。

## リリース一覧

### Vol.1
CDジャケットには、倉田紗南、羽山秋人、倉田実紗子、相模玲が描かれている。
1. 19時のニュース（TV EDIT VERSION）
歌：TOKIO
作詞：朝水彼方
作曲・編曲：西脇辰弥
オープニングテーマ
2. SANA SAMBA
3. ON MONDAY AFTERNOON
4. MAMA MAMBO
5. THE MAN FROM UTOPIA
6. RASTA HAYAMA
7. HIP HOP
8. LETTER FROM BABBIT
9. NOISY
10. DON'T CRY fOR ME
11. NEWS 19 VERSION 1
12. ZENZY
13. MAMA LOVES SANA
14. KODOCHA MAMBO
15. IN THE MONDO
16. HAYAMA&SANA
17. NEWS 19 VERSION 2
18. Good-bye love
歌：小田靜枝
作詞：工藤順子 / 作曲：ジョーイ・カーボーン & DENNIS BELFIELD / 編曲：冨田恵一
挿入歌
19. パニック!（TV EDIT VERSION）
20. Good-bye love（ORIGINAL KARAOKE）

### Vol.2
CDジャケットには、倉田紗南、羽山秋人、佐々木剛、倉田実紗子、相模玲、ばびっと、まろちゃんが描かれている。
1. ウルトラ リラックス（TV EDIT VERSION）
歌：篠原ともえ
作詞・作曲・編曲：石野卓球
オープニングテーマ
2. KECHA KECHA CATCHY
3. SOMETHING WILL HAPPEN!
4. BURABURA-SEIJIN NO UTA 1
5. HARMONY OF SANA&HAYAMA
6. NARU-NARU MARCH
7. BURABURA-SEIJIN NO UTA 2
8. READY?FIGHT!
9. I’M IN BLUE…
10. SANA’S TOMORROW
11. BURABURA-SEIJIN NO UTA 3
12. こどちゃ賛美歌
歌：神保小学校のみなさん
作詞：ワタナベシンイチ / 作曲：安部純 / 編曲：武藤星児
13. NOPIA
14. VITAMIN LOVE
歌：小六隊（小田靜枝、麻生かほ里、西村知美）
作詞：大地丙太郎 / 作曲：安部純 / 編曲：武藤星児
挿入歌
15. DAIJO-BU（TV EDIT VERSION）
歌：引田とも子 with ばびっと隊
作詞：大地丙太郎 / 作曲：伊藤可久 / 編曲：安部潤
エンディングテーマ
16. こどちゃ賛美歌（ORIGINAL KARAOKE）
17. VITAMIN LOVE（ORIGINAL KARAOKE）
18. HIP POP SANA HIGHLIGHT
19. NOPIA SANA HIGHLIGHT

### Vol.3
CDジャケットには、倉田紗南、飛田まゆ、綾乃花丸小路智美が描かれている。
1. Jr. HIGH SCHOOL SAMBA
2. SANA IN NEWYORK
3. N.Y.SAMBA MEDLEY
4. TRIO JAZZ SANA SAMBA
5. 港町チャールストン
歌：小六隊（小田靜枝、麻生かほ里、西村知美）
作詞：大地丙太郎
作曲・編曲：Double Oats
挿入歌
6. SO I WILL CRYING...
7. BABBIT'S COUNT(ING) SONG FROM N.Y.
歌：ばびっとwithこどちゃ隊
作詞：大地丙太郎
作曲・編曲：武藤星児
挿入歌
8. BABBIT KAZOEUTA JAPANESE-HEN
歌：ばびっとwithこどちゃ隊
作詞：大地丙太郎
作曲・編曲：武藤星児
9. WHAT DOES HE THINKING...
10. ALWAYS BE WITH YOU（UP-TEMPO VERSION）
歌：麻生かほ里
作詞・編曲：武藤星児
作曲：冨田恵一
11. ALWAYS BE WITH YOU（MEMORY OF 76 VERSION）
12. KENNEMA-DE FU-KA
13. KODOCHA SUSPENSE STAGE
14. CHO-MINOR!
15. HIP POP SANA DANDORI MAMBO
16. HARMONY OF WATER
17. FU-KA IN ANXIETY
18. SEPIA WIND
19. MERANCOLIC SANA
20. ALWAYS BE WITH YOU（SLOW VERSION）
歌：麻生かほ里
作詞・編曲：武藤星児
作曲：冨田恵一、安部純
21. PINCH 〜Love Me Deeper〜
歌：知念里奈
作詞：朝水彼方
作曲：ジョーイ・カルボーン、マイク・エギジ
編曲：松井寛
22. LET'S SING! 港町チャールストン